# Déjà Vu (film fra 2016)
 For alternative betydninger, se Déjà Vu (flertydig). (Se også artikler, som begynder med Déjà Vu)
Déjà Vu er en dansk dokumentarfilm fra 2016 instrueret af Jon Bang Carlsen.

## Handling
Dokumentarfilmen er en kærlighedshistorie, der tog sin begyndelse for længe siden i instruktørens barndomshjem langt ude på landet. Da Jon Bang Carlsen blev døbt, gav hans far ham et maleri af Jesus og hængte det op over hans seng. Hver aften før han lukkede sine barneøjne, bad han til manden på korset om at se efter sin familie. Da Jon Bang Carlsens far alligevel pludselig forlod familien, brændte han i desperation øjnene ud på farens gave med en rødglødende ildrager. Dokumentarfilmen er en selvbiografisk skæbnefortælling om Jon Bang Carlsens søgen efter at gøre skaden god igen, fortalt gennem billeder og klip fra instruktørens lange karriere, der tæller mere end 40 film i et væld af genrer.

## Medvirkende
- Jon Bang Carlsen
- Stine Bierlich
- Reine Brynolfsson
- Flemming (Bamse) Jørgensen
- Else Petersen
- Ingolf Gabold
- Bodil Kjer
- Ulla Henningsen
- Rasmus Seebach